# آدریان هانه‌مان
آدریان هانه‌مان (به هلندی: Adriaen Hanneman) از نقاشان مطرح دوران طلایی هلند به‌شمار می‌رود. او با ترسیم آثاری از دوک‌های همیلتون و نیز پادشاهان و درباریان انگلستان، توانست به ابهت باروک در هلند بیفزاید. از آثار دیگر هانه من، می‌توان به نقاشی پرتره از پادشاهان انگلستان یعنی پادشاه چارلز و نیز پادشاه ویلیام اشاره داشت.
از آثار هانه‌مان می‌توان به «لوسی های» اشاره کرد. «لوسی های» (Lucy Hay, Countess of Carlisle)، یکی از کنتس‌های دربار سلطنتی انگلستان بود که به‌خاطر بذله‌گویی و زیبایی شهرت فراوانی داشت. لوسی های نقش مهمی در جنگ‌های داخلی انگلستان ایفا می‌کرد و در امور سیاسی شاه چارلز، مشاوره‌هایی ارائه می‌کرد. نقاشی او، که توسط نقاش هلندی آدریان هانه‌مان ترسیم شده، در یک تصویر باشکوه یادآور دوران باروک است.